# Rotula (zee-egel)
Rotula is een geslacht van zee-egels, en het typegeslacht van de familie Rotulidae.

## Soorten
- Rotula deciesdigitatus (Leske, 1778)